# Cerová
Cerová es un municipio de Eslovaquia en el Distrito de Senica, en la Región de Trnava.

## Geografía
El municipio está situado a una altitud de 303 metros y ocupa una superficie de 21,880 km². Tiene una población de 1.092 personas.

## Demografía
| Año        | 1994 | 2004    | 2014    | 2024    |
| ---------- | ---- | ------- | ------- | ------- |
| Población  | 1388 | 1265    | 1182    | 1095    |
| Diferencia |      | −8,86 % | −6,56 % | −7,36 % |

| Año        | 2023 | 2024    |
| ---------- | ---- | ------- |
| Población  | 1092 | 1095    |
| Diferencia |      | +0,27 % |